# Limnia unguicornis
Limnia unguicornis är en tvåvingeart som först beskrevs av Giovanni Antonio Scopoli 1763.  Limnia unguicornis ingår i släktet Limnia och familjen kärrflugor. Arten är reproducerande i Sverige. Inga underarter finns listade i Catalogue of Life.

## Bildgalleri

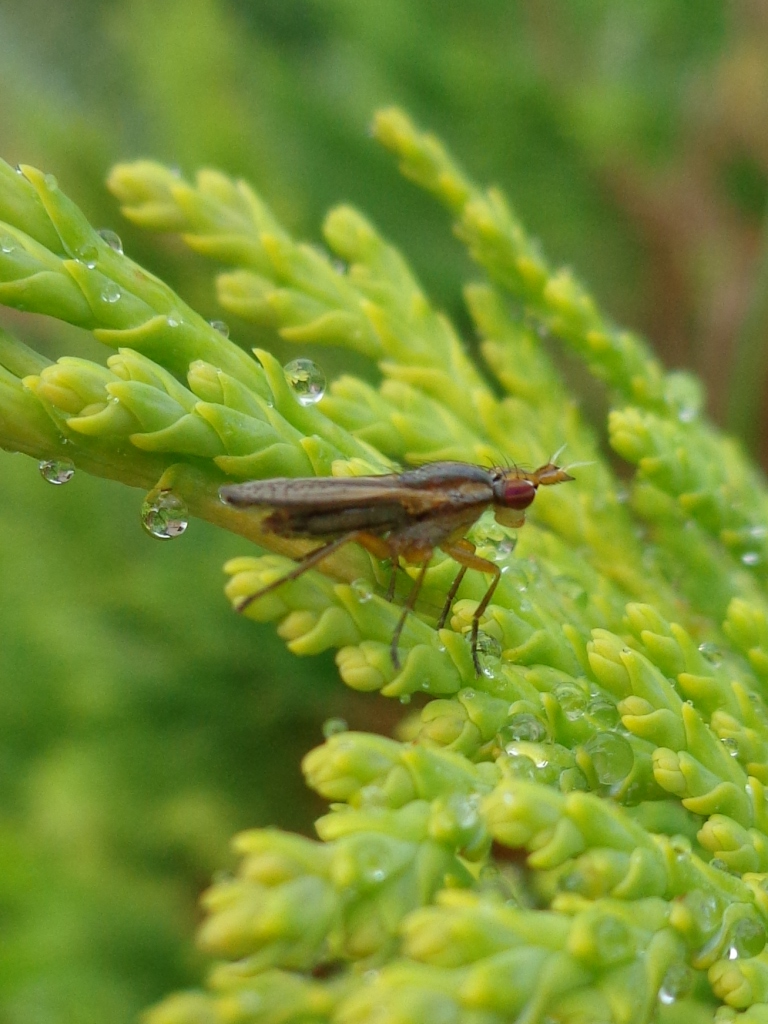